# Czarnobyl (Litwa)
Czarnobyl (lit. Juodbaliai) – wieś na Litwie, w okręgu wileńskim, w rejonie wileńskim, w gminie Pogiry. Graniczy z Wilnem.

## Historia
Pod zaborami wieś i majątek ziemski; w II Rzeczypospolitej wieś, folwark i zaścianek. W XIX i w początkach XX w. położony był w Rosji, w guberni wileńskiej, w powiecie trockim, w gminie Międzyrzecz. Po I wojnie światowej pod administracją polską, w Zarządzie Cywilnym Ziem Wschodnich. W latach 1920–1922 w składzie Litwy Środkowej.
Od 11 kwietnia 1922 leżał w Polsce, w województwie wileńskim, w powiecie wileńsko-trockim, do 1 kwietnia 1927 w gminie Landwarowo, następnie w gminie Troki. W 1931 miejscowość liczyła:
- folwark – 16 mieszkańców, zamieszkałych w 2 budynkach,
- wieś – 108 mieszkańców, zamieszkałych w 20 budynkach,
- zaścianek – 53 mieszkańców, zamieszkałych w 10 budynkach[3].

Po II wojnie światowej w granicach Związku Sowieckiego. Od 1991 na niepodległej Litwie.